# I-84 (запад)
I-84 (Interstate 84; до 1980 года — I-80N) — межштатная автомагистраль в Соединённых Штатах Америки. Протяжённость магистрали — 769,62 мили (1238,58 км). Проходит по территории трёх штатов.
| Штат  | миль   | км      |
| ----- | ------ | ------- |
| OR    | 375,17 | 603,78  |
| ID    | 275,74 | 443,76  |
| UT    | 118,71 | 191,05  |
| Всего | 769,62 | 1238,58 |

## Маршрут магистрали

### Орегон
Северо-западный конец магистрали I-84 располагается в городе Портленд, на пересечении с I-5 и US 30. В районе города Хермистон в округе Юматилла от I-84 отходит автомагистраль I-82, направляющаяся на северо-запад и соединяющая I-84 с I-90. В городе Онтарио I-84 пересекает реку Снейк и попадает на территорию Айдахо.

### Айдахо
I-84 проходит через некоторые пригороды города Бойсе — Колдуэлл, Нампу и Меридиан, с центральной частью Бойсе магистраль соединена вспомогательной трассой I-184. С городом Туин-Фолс I-84 соединена магистралью US 93.

### Юта
I-84 попадает на территорию Юты в округе Бокс-Элдер. На протяжении большей части пути по территории Юты I-84 параллельна Первой трансконтинентальной железной дороге. В городе Тремонтон I-84 соединяется с I-15. Магистрали разъединяются а районе Огдена. Юго-восточный конец магистрали располагается на пересечении с I-80, в округе Саммит.

## Основные развязки
- I-205, Портленд, Орегон;
- I-82, Хермистон, Орегон;
- I-184, Бойсе, Айдахо;
- I-86, Берли, Айдахо;
- I-15, Огден, Юта.